# Cuenca Challenger 2006
Il Cuenca Challenger 2006 è stato un torneo di tennis facente parte della categoria ATP Challenger Series nell'ambito dell'ATP Challenger Series 2006. Il torneo si è giocato a Cuenca in Ecuador dal 10 al 16 luglio 2006 su campi in terra rossa.

## Vincitori

### Singolare
Carlos Salamanca ha battuto in finale  Giovanni Lapentti con il punteggio di 4–6, 7–6(8), 7–5

### Doppio
Frank Moser /  Alexander Satschko hanno battuto in finale  Santiago Giraldo /  Carlos Salamanca con il punteggio di 3–6, 6–3, [10–6]